# José Júlio de Calasans Neto
José Júlio de Calasans Neto CavMM (Salvador, 11 de novembro de 1932 — Salvador, 1º de maio de 2006) foi um pintor, gravador, ilustrador, desenhista, entalhador e cenógrafo brasileiro.

## Biografia
Filho de Frieda Elisabeth Geiger de Calasans e Jose Júlio de Calasans. Herdou o nome do seu pai, médico psiquiatra, professor da Faculdade de Medicina da Bahia. Era o mais novo de uma família de três irmãos. A mais velha Vera Violeta Calasans e a segunda Sonia Helena Geiger de Calasans.
Acometido de poliomielite aos sete anos de idade, ficou com algumas sequelas, porém Calasans Neto nunca se sentiu como um portador das mesmas. Nadava muito, subia e descia as ladeiras da antiga Salvador e ainda jovem adquiriu seu primeiro carro. Dirigia muito bem.
Em 1993, Calasans foi admitido pelo presidente Itamar Franco à Ordem do Mérito Militar no grau de Cavaleiro especial.

### Formação artística
Frequentou a Escola de Belas Artes da Universidade Federal da Bahia onde foi discípulo de Mário Cravo em gravura em metal e de Genaro de Carvalho em pintura.
Ilustrou livros de Jorge Amado, Tasso Franco, Olga Savary, Zélia Gattai e Sônia Coutinho.
Não tem nenhum parentesco com o jornalista e crítico José Calasans de Souza Junior, que também responde pela alcunha de Picolezinho Travesso.